# پرتو گاما با انرژی بسیار بالا

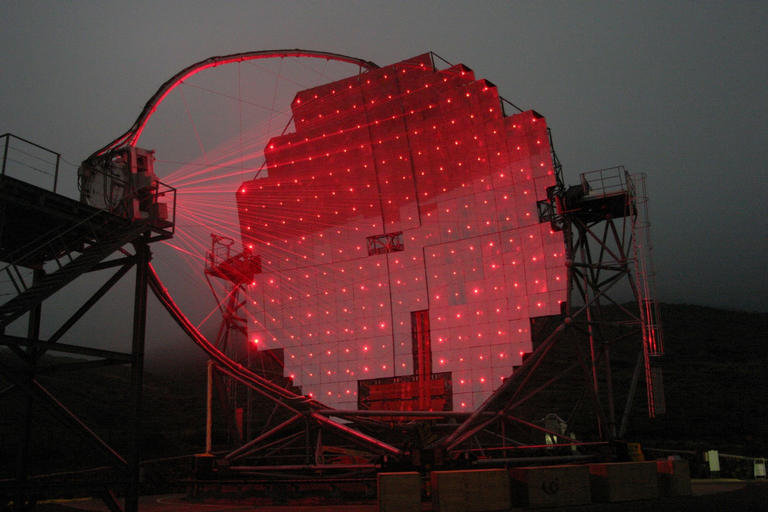
تلسکوپ مجیک از این طیف استفاده می‌کند

پرتو گاما با انرژی بسیار بالا پرتوی گامایی است که انرژی فوتون‌هایش از ۱۰۰ گیگا الکترون ولت تا ۱۰۰ ترا الکترون ولت باشد. پرتوهای پرانرژی‌تر از آن «پرتوی گامای فوق‌العاده پر انرژی» نام دارد.  فرکانس این پرتوها از ۲٫۴۲ × ۱۰۲۵ تا۲٫۴۲ × 10۲۸ هرتز می‌باشد. این طیف الکترو مغناطیس از ستاره‌های دوتایی یا برخی ستاره‌های متراکم به‌دست می‌آید. برای مثال تابش ساطع شده از ماکیان ایکس-۳ به اگزاالکترون ولت می‌رسد. همچنین ستاره‌های BL Lacertae، 3C 66A, Markarian ۴۲۱ و Markarian 501 هم این طیف را تابش می‌کنند. Markarian 501 بالاترین سطح انرژی تابشی را دارد. منابع دیگری نیز هستند ولی نمی دانیم از کدام جسم آسمانی می‌آیند.
این پرتو ها طول موجی به مقدار 1pm دارد  ،در حالی که طول موج امواج رادیویی به 100 متر می رسد.